# Grande Prémio Sonangol de Literatura
O  Grande Prémio Sonangol de Literatura é, presentemente, atribuído a uma obra literária de autor nacional de um dos Países Africanos de Língua Oficial Portuguesa (PALOP). Foi criado pela empresa estatal angolana Sonangol, em 1987, com o intuito de valorizar e reconhecer a criatividade dos escritores angolanos e, mais tarde, alargado a todos escritores africanos lusófonos.
Segundo o Regulamento publicado em 2013, a premiação ocorre a cada cinco anos e tem um valor pecuniário de USD 50 000,00, "acrescido da publicação de dois mil (2000) exemplares da obra vencedora do concurso" (artigos 3.º e 4.º).

## História
Em 1987, em estreita colaboração com a União dos Escritores Angolanos (UEA), a Sonangol instituiu o Grande Prémio Sonangol de Literatura, para premiar a criatividade dos escritores angolanos, não só financeiramente como também para dar visibilidade e promoção da obra e carreira do autor.
Inicialmente, a atribuição era anual e reservada a autores angolanos, tendo sido depois estendida a autores de Cabo Verde e São Tomé e Príncipe, em 1999, e a periodicidade passou a ser bienal e, posteriormente, quinquenal. A partir de 2009, alargou-se aos escritores dos restantes membros dos PALOP, isto é, Guiné-Bissau e Moçambique.
Normalmente, a cerimónia de entrega do prémio é apresentada no dia 25 de fevereiro, coincidindo com o aniversário da Sonangol.

## Vencedores
| Edição        | Obra                                        | Autor (pseudónimo)                            | País                | Ref           |
| ------------- | ------------------------------------------- | --------------------------------------------- | ------------------- | ------------- |
| 1986          | Gíria de Cacimbo                            | José Luís Mendonça                            | Angola              | [ 5 ] [ 6 ]   |
| 1986          | Ana, Zé e os Escravos                       | José Mena Abrantes                            | Angola              | [ 7 ] [ 8 ]   |
| 1988          | Respirar as Mãos na Pedra                   | José Luís Mendonça                            | Angola              | [ 5 ] [ 6 ]   |
| 1990          | Meninos: Poesia                             | José Mena Abrantes                            | Angola              | [ 7 ]         |
| 1991          | Feitiço da Rama da Abóbora                  | Aníbal Simões (Cikakata Mbalundu)             | Angola              | [ 9 ]         |
| 1993          | O Homem das Sereias                         | João Espírito Santo (N'Lussolo)               | Angola              | [ 10 ]        |
| 1994          | Caminhos Des-encantados                     | José Mena Abrantes                            | Angola              | [ 11 ]        |
| 1996          | Estórias Dispersas da Vida de um Reino      | Frederico Cardoso (Roderick Nehone)           | Angola              | [ 12 ]        |
| 1998          | O Ano do Cão                                | Frederico Cardoso (Roderick Nehone)           | Angola              | [ 12 ]        |
| 1999 ex-aequo | Na Corda Bamba                              | Carlos Araújo                                 | Cabo Verde          | [ 13 ]        |
| 1999 ex-aequo | Berta Ynari ou Pretérito Imperfeito da Vida | Jacques Arlindo dos Santos (Kassala Kamukuku) | Angola              | [ 14 ]        |
| 2001          | A Dívida da Peixeira                        | Jacinto de Lemos (Calunga)                    | Angola              | [ 15 ]        |
| 2003 ex-aequo | Tábua                                       | Adriano Botelho de Vasconcelos                | Angola              | [ 16 ]        |
| 2003 ex-aequo | A Candidata                                 | Vera Valentina Duarte (Di-Ana)                | Cabo Verde          | [ 16 ]        |
| 2005 ex-aequo | Retalhos do Massacre de Batepá              | Manuel da Costa Teles Neto (Malé Madeçu)      | São Tomé e Príncipe | [ 17 ]        |
| 2005 ex-aequo | Baban, o Ladino                             | António Ludgero Correia (Fidalgo Preto)       | Cabo Verde          | [ 17 ]        |
| 2010          | Percursos e Destinos                        | João Lopes Filho (Roberto Xavier)             | Cabo Verde          | [ 18 ] [ 19 ] |
| 2015          | A Carta Mbonga                              | Suleiman Cassamo (Peniwaku Sassa)             | Moçambique          | [ 20 ]        |

Nota: O ano indicado na edição nem sempre se refere ao ano em que ocorreu a cerimónia de entrega, mas ao ano anterior.

### Prémio Revelação
| Edição | Obra                                        | Autor (pseudónimo)                       | País   | Ref           |
| ------ | ------------------------------------------- | ---------------------------------------- | ------ | ------------- |
| 1989   | A Conjura                                   | José Eduardo Agualusa                    | Angola | [ 21 ]        |
| 1999   | A Contagem Regressiva                       | José Correia Gonçalves (Zezo Baptista)   | Angola |               |
| 2000   | As Asas do Sonho Ferido                     | Pombal João Manuel Maria (J. Tchingueia) | Angola |               |
| 2008   | O Neo-Realismo na Poética de Agostinho Neto | Júlia Massoxi da Costa Talaia            | Angola | [ 22 ] [ 23 ] |
| 2013   | Contos do Céu e da Terra                    | Victor Amorim Guerra                     | Angola | [ 24 ]        |

## Menções honrosas
| Edição | Obra                                 | Autor (pseudónimo)                                | País                | Ref    |
| ------ | ------------------------------------ | ------------------------------------------------- | ------------------- | ------ |
| 1986   | Cipembúwa                            | Aníbal Simões (Cikakata Mbalundu)                 | Angola              | [ 9 ]  |
| 1989   | Undengue                             | Jacinto de Lemos (Calunga)                        | Angola              |        |
| 1993   | Estrela Lundu                        | Ana Francisca da Silva Major (Doriana)            | Angola              |        |
| 1994   | Sinos d'Alma                         | Cristóvão Neto (Manuel Nginga)                    | Angola              |        |
| 1994   | Cacimbos                             | Mário Arsénio Gonçalves                           |                     |        |
| 1994   | Sacudidos pelo Vento                 | Isaquiel Cristóvão Cori                           | Angola              | [ 25 ] |
| 1994   | O Sal dos Olhos do Mar               | António Narciso Pompílio da Silva                 | Angola              |        |
| 1995   | O Rival                              | Ana Francisca da Silva Major (Doriana)            |                     |        |
| 1995   | A Estrada da Secura                  | Luís Kandjimbo (Sá Kandingi)                      | Angola              | [ 26 ] |
| 1996   | Inkuna Minha Terra                   | Manuel Augusto Fragata de Morais (Roberto Vanulu) |                     |        |
| 1996   | Amores Desencontrados                | João Melo (Pedro Kameka)                          |                     |        |
| 1998   | Catorze Poemas em Abril              | Anny Pereira (Lwey)                               | Angola              | [ 27 ] |
| 1998   | Pausa                                | Cristóvão Luís Neto (Manuel Nginga)               | Angola              | [ 28 ] |
| 2001   | Contos                               | Filipe Miguel                                     |                     |        |
| 2005   | Levélengué - As Gravanas de Gabriela | Joaquim Rafael Branco (Natasha Lueje)             | São Tomé e Príncipe | [ 17 ] |
| 2010   | Laço de Aço Lasso                    | Jordão Augusto Trajano (Serafim)                  | Angola              | [ 19 ] |
| 2010   | Filho do Planalto                    | Marcelo Panguana (Zé Chibadura)                   | Moçambique          | [ 19 ] |
| 2015   | A Dança da Chuva                     | Fragata de Morais                                 | Angola              | [ 20 ] |